# Bakhsh Kandī
Bakhsh Kandī (persiska: بخش کندی) är en ort i Iran.   Den ligger i provinsen Västazarbaijan, i den nordvästra delen av landet, 600 km väster om huvudstaden Teheran. Bakhsh Kandī ligger 1 324 meter över havet och antalet invånare är 366.
Terrängen runt Bakhsh Kandī är kuperad åt nordost, men åt sydväst är den platt.Runt Bakhsh Kandī är det ganska tätbefolkat, med 83 invånare per kvadratkilometer. Närmaste större samhälle är Salmās, 8,5 km väster om Bakhsh Kandī. Trakten runt Bakhsh Kandī består till största delen av jordbruksmark.